# أليكسي نيكولايفيتش ليونوف
أليكسي نيكولايفيتش ليونوف (بالروسية: Леонов, Алексей Николаевич)‏ (21 يناير 1977 في أوكرانيا - ) هو لاعب كرة قدم روسي في مركزي الوسط والدفاع. لعب مع نادي بارتيزان مينسك وFC Mosenergo Moscow ‏ وFC Reutov ‏ وFC Roda Moscow ‏ ونادي سبارتاك موسكو 2 لكرة القدم وFC Spartak Shchyolkovo ‏ وFC Fortuna Mytishchi ‏ وDinaburg FC ‏.

## وصلات خارجية
- أليكسي نيكولايفيتش ليونوف على موقع قاعدة بيانات كرة القدم.إي يو (الإنجليزية)